# Tony Smet
Antoine Joseph Ghislain Smet, detto Tony (Tournai, 16 febbraio 1870 – ...), è stato uno schermidore belga. Partecipò alle gare di fioretto individuale e di spada individuale alle Olimpiadi 1900 di Parigi. In entrambe le gare non ottenne medaglie.